# 椎野長年
椎野 長年（しいの の ながとし、生没年未詳）は、奈良時代中期の歌人。姓は連。

## 記録
百済の遺臣で、天智天皇4年（665年）8月に、憶礼福留と共に筑紫国に大野・基肄城の二つの古代山城を築いた四比福夫の子孫で、渡来人系日本人だと思われる。『続日本紀』によると、一族の四比忠勇・四比河守は、それぞれ神亀元年（724年）5月と天平神護2年（766年）3月に椎野連の氏姓を賜与されている。女性では、和銅7年（714年）11月に、四比信紗が亡夫の父母への孝養などにより課役を免除され、表彰されている。
長年の経歴・事績については一切不明で、医術を以て朝廷に仕えたものだという説がある。『万葉集』におさめられている、以下の古歌の改作を行ったことで知られている。
この歌に官して、長年が「脈（とり）みて」いったことは、「寺院の建物は、俗人の寝るべきところではない。また若い女を（髪型から）『放髪丱（うなゐはなり）』と言うが、腰句（第四句）に既に使用されているから、尾句（第五句）に重ねて『著冠（ちゃくくゎん、髪を結い上げること）』と言わない方がよいだろう」と評し、以下のように改作している。